# Vigna frutescens
Vigna frutescens är en ärtväxtart som beskrevs av Achille Richard. Vigna frutescens ingår i släktet vignabönor, och familjen ärtväxter.

## Underarter
Arten delas in i följande underarter:
- V. f. frutescens
- V. f. incana
- V. f. kotschyi